# Țebea, Hunedoara
Țebea este un sat în comuna Baia de Criș din județul Hunedoara, Transilvania, România. Este totodată capitala regiunii istorice Țara Zarandului.

## Istoric
Localitatea a fost întemeiată în secolul XIV.
Aici, în locul numit „Panteonul Moților”, se găsește Gorunul lui Horea. Este un stejar vechi de circa 400 de ani, cu circumferința de 9 m. Pentru a fi protejat de distrugerea prin uscare și putrefacție, în anul 1924 a fost legat cu cercuri de oțel și cimentat în interior. Pentru a permite dezvoltarea coroanei, a fost retezat la înălțimea de 9 m, de unde s-a dezvoltat o creangă laterală. Sub acest copac Horea i-a chemat la luptă pe moții iobagi. În prezent (2008) creanga laterală a gorunului nu mai există, ci doar trunchiul cimentat, lipsit de viață. Din ultima ramură a gorunului, ruptă de o furtună în anul 2005, a fost cioplită o cruce, sfințită în anul 2018 și așezată în apropierea acestuia. Lângă acest gorun (aflat în cimitirul satului) este îngropat Avram Iancu și în apropierea acestuia, cum au fost și în viață, Ioan Buteanu (prefect al Zarandului) și Simion Groza (tribunul satelor zărăndene, eroul de la Știurț) simboluri ale luptei duse de populația românească din Transilvania, pentru drepturi sociale și naționale. La baza gorunului lui Avram Iancu se află în prezent (2019), o placă, având inscripționat pe ea, testamentul acestuia: "Unicul dor al vieții mele fiind ca să-mi văd Națiunea mea fericită, pentru care, după puteri, am și lucrat până acuma, durere fără mult succes, ba tocma acuma cu întristare văd că speranțele mele și jertfa adusă să prefac în nimic. Nu știu câte zile mai pot avea; un fel de presimițire îmi pare că mi-ar spune, că, viitorul este nesigur. Voiesc dar și hotărât dispun, ca după moartea mea, toată averea mea mișcătoare și nemișcătoare, să treacă în folosul națiunii, pentru ajutor la înființarea unei academii de drepturi, tare crezând că luptătorii cu arma legii vor putea scoate drepturile națiunii mele".
Alături se află îndemnul: „Iar când va veni dușmanul,/ Să vă ia pământ și drept,/ Români, scuturați gorunul,/ Ca din somn să mă deștept!”

## Obiective turistice
- Tăul Căraciului (20 km) - lac de baraj dăinuind de pe vremea romanilor, când în aval de lac se exploata aur.

## Lăcașuri de cult

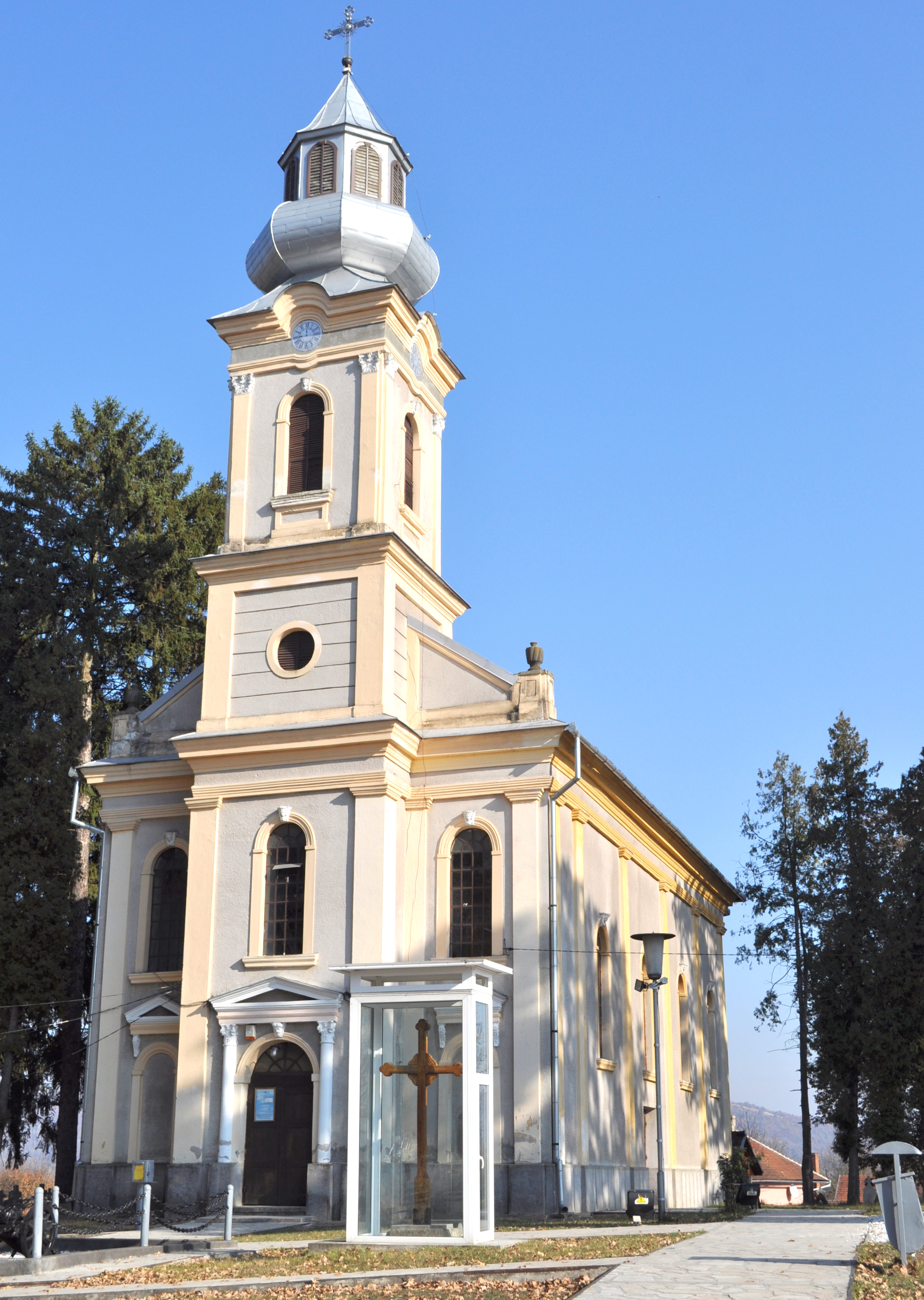
Biserica Adormirea Maicii Domnului (1893-1896)

Lăcașul de cult al satului Țebea, veche vatră de viețuire românească, cu profunde rezonanțe istorice, dezvăluie, la exterior, influența stilului arhitectonic neoclasic apusean. Este un edificiu de proporții monumentale, cu absida decoșată, de formă pentagonală, prevăzut cu o clopotniță zveltă, cu un coif etajat, învelit în tablă. 

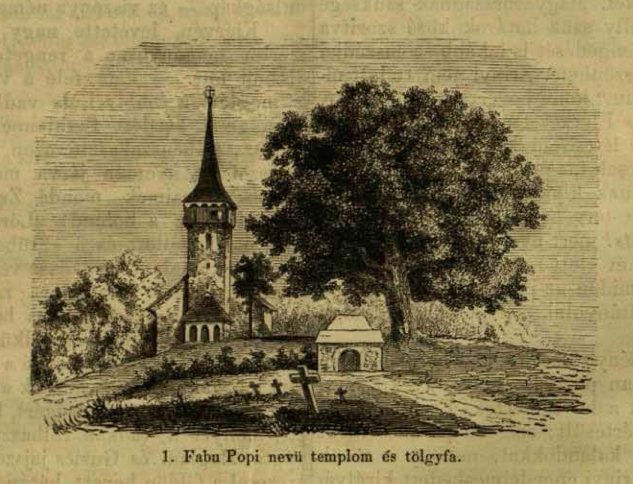
Gorunul lui Horea și vechea biserică din Țebea într-o imagine din 1858.

Aceasta a înlocuit, la sfârșitul secolului al XIX-lea, un edificiu de piatră (o stampă contemporană îl înfățișează ca fiind alcătuit dintr-un altar rectangular scund, o navă de plan dreptunghiular masivă și un turn-clopotniță robust, cu foișor deschis din lemn și fleșă evazată amplă, precedat, în dreptul unicei intrări apusene, de un pridvor deschis), în care s-a săvârșit, la 12 septembrie 1872, slujba prohodului „Crăișorului Munților”, Avram Iancu. Lăcașul fusese înălțat, potrivit însemnării marelui istoric Nicolae Iorga, în anul 1783, cu sprijinul financiar al „împăratului Iosif II și a fișpanului varmeghii, Măria Sa Ladislaus Marafi”. 

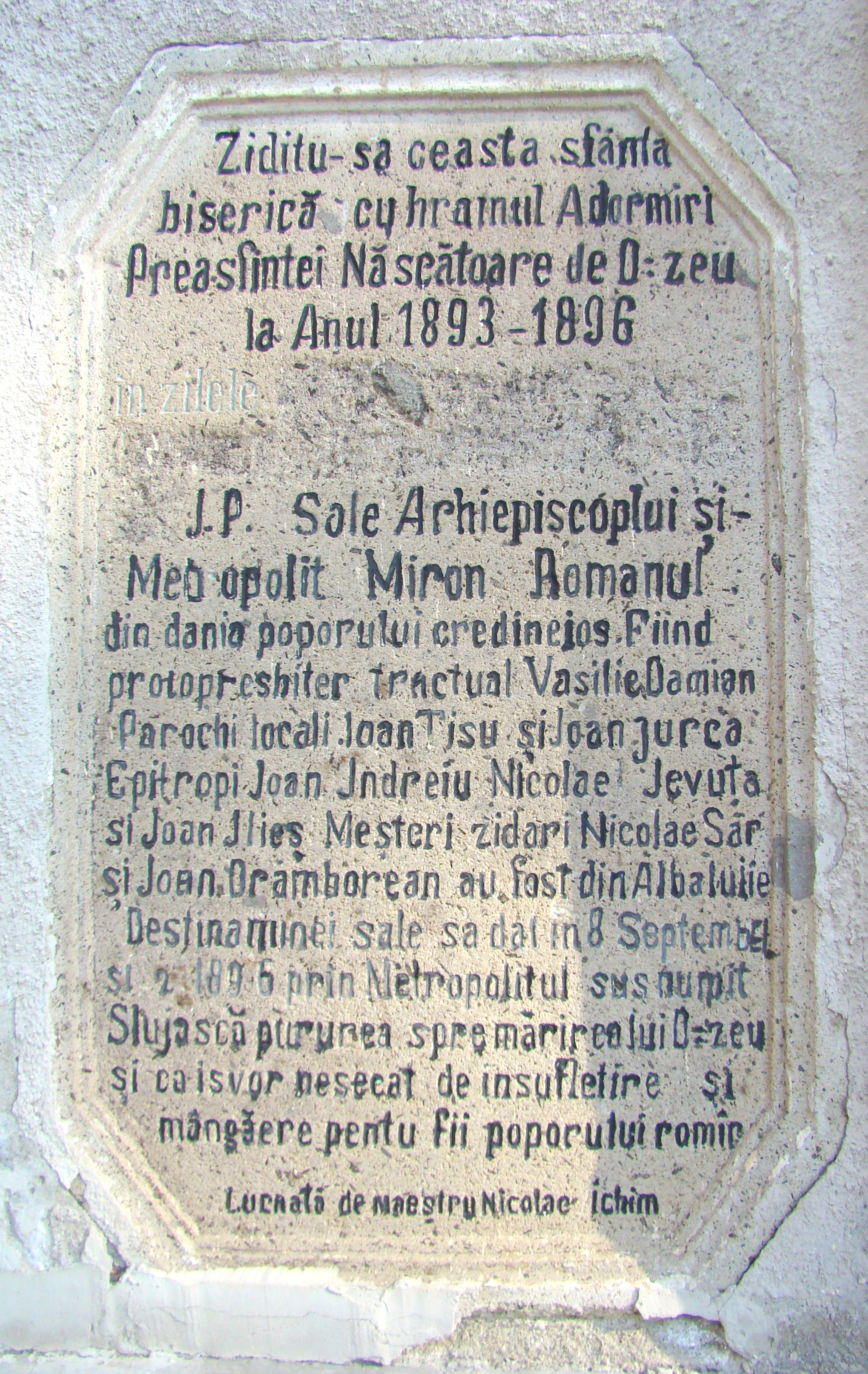
Pisania

Despre ctitorirea edificiului actual, pisania exterioară oferă următoarele detalii: „Ziditu-s-a această sfântă biserică cu hramul Adormirii Preasfintei Născătoare de Dumnezeu la anul 1893-1896, în zilele împăratului Franz Joseph I, a Înalt Prea Sfinției Sale Arhiepicopului și Metropolitului Miron Romanul, din dania poporului credincios, fiind protopresbiter tractual Vasilie Damian, parohi locali Ioan Tisu și Ioan Jurca, epitropi Ioan Indreiu Nicolae, Ievuța și Ioan Ilieș. Meșteri zidari Nicolae Sâr și Ioan Drâmborean au fost din Alba Iulie. Destina minei sale s-a dat în 8 September și 9, 1896, prin metropolitul sus-numit. Slujască pururea spre mărirea lui Dumnezeu și ca isvor nesecat de însuflețire și mângăere pentru fiii poporului român. Lucrată de maestrul Nicolae Ichim”. Lăcașul, renovat în anii 1966, 1984 și 1990, a rămas nepictat; pereții îi sunt împodobiți cu un frumos brâu tricolor, precum și cu numeroase tablouri cu reprezentările eroilor și ale martirilor neamului românesc.

## Galerie de imagini

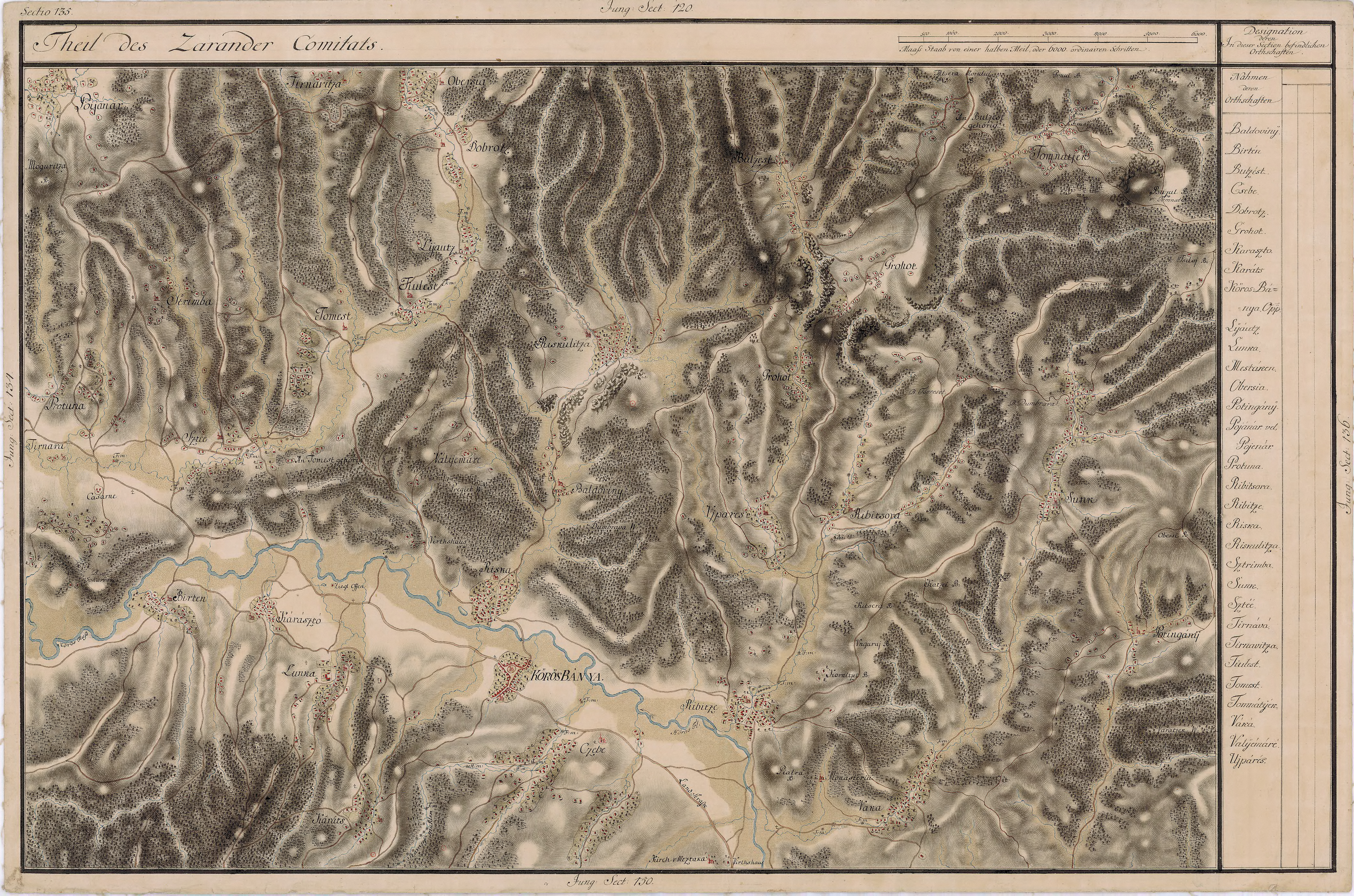
Țebea în Harta Iosefină a Transilvaniei, 1769-73
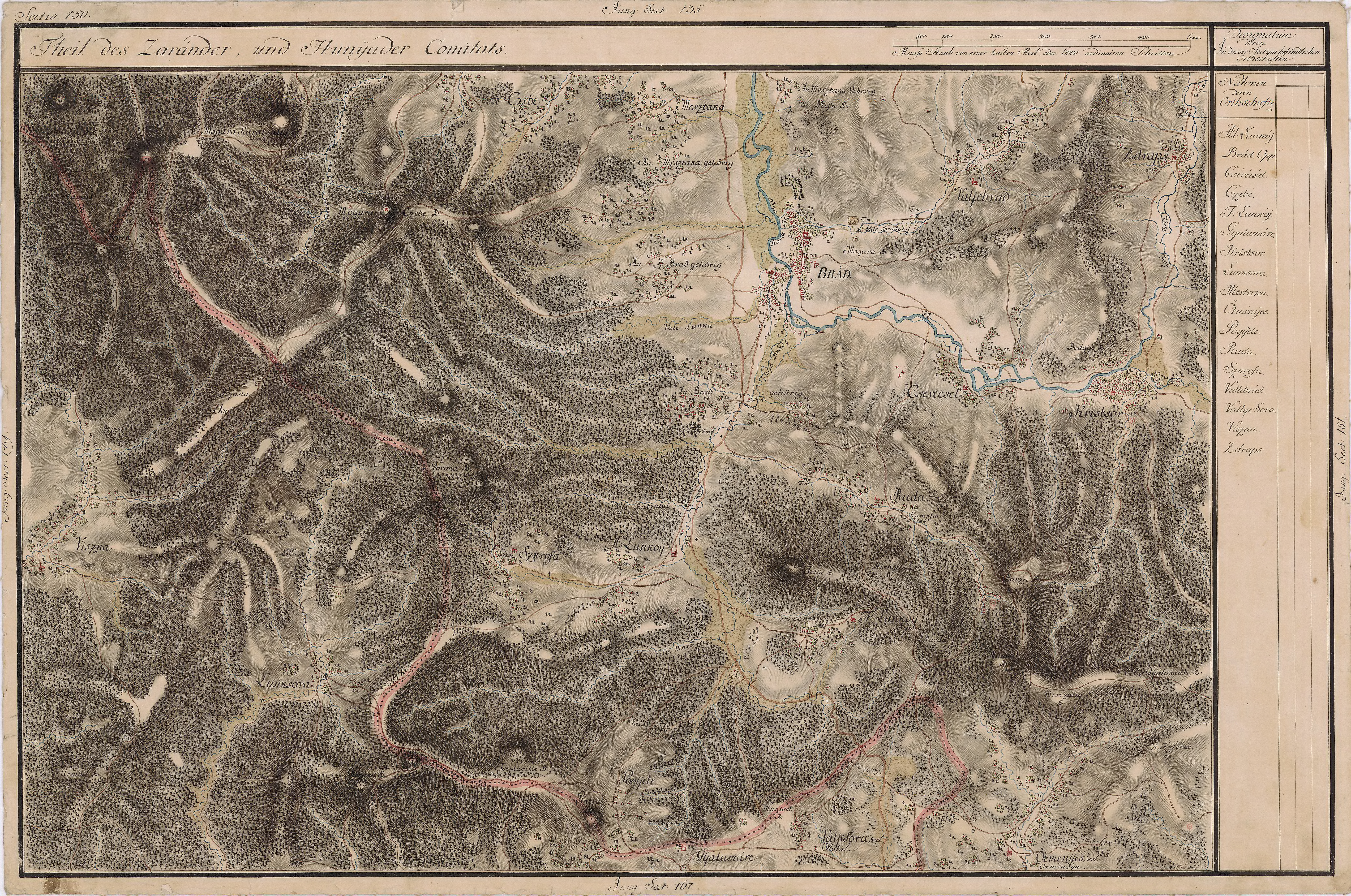
Țebea în Harta Iosefină a Transilvaniei, 1769-73
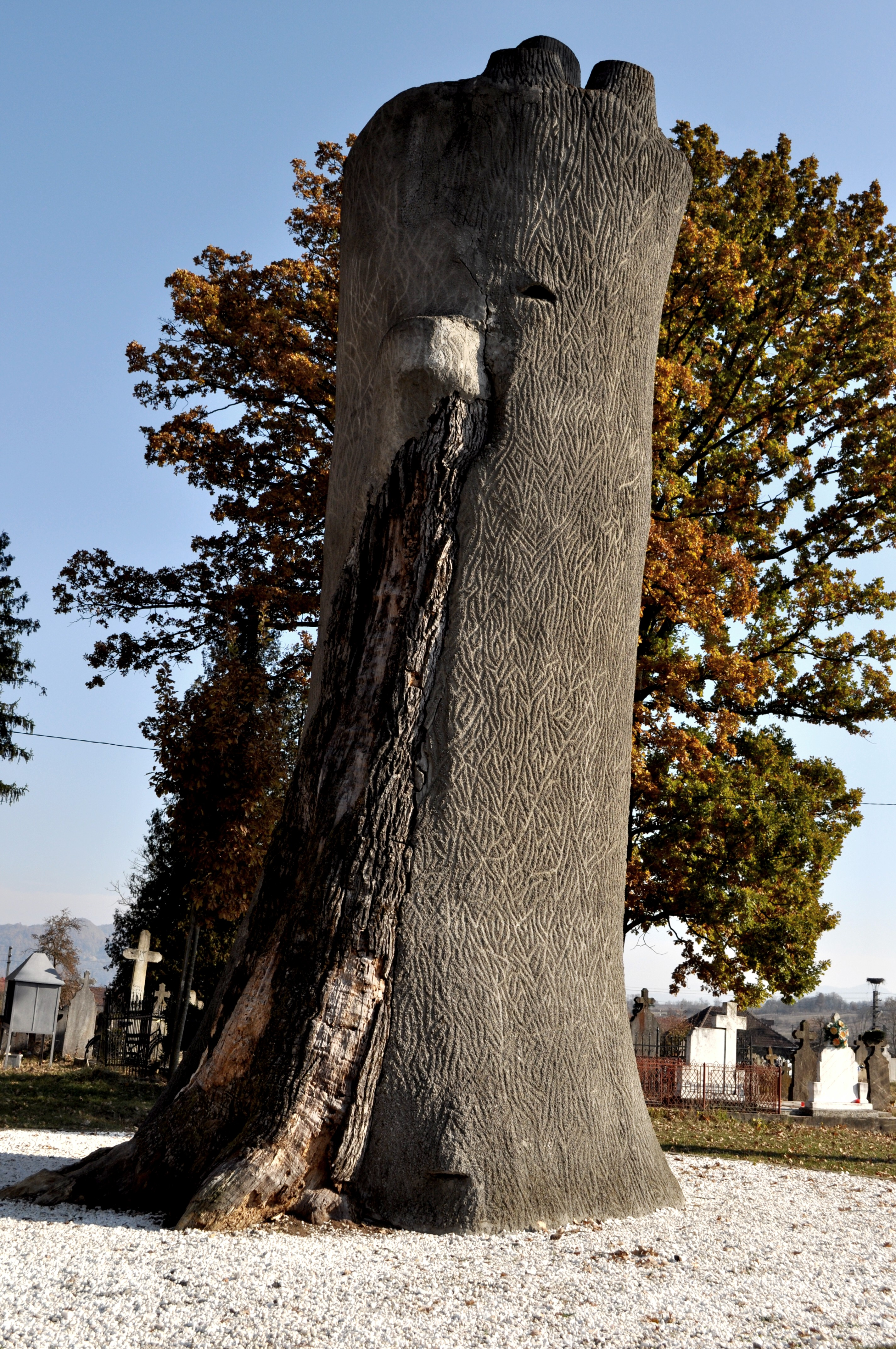
Gorunul lui Horea
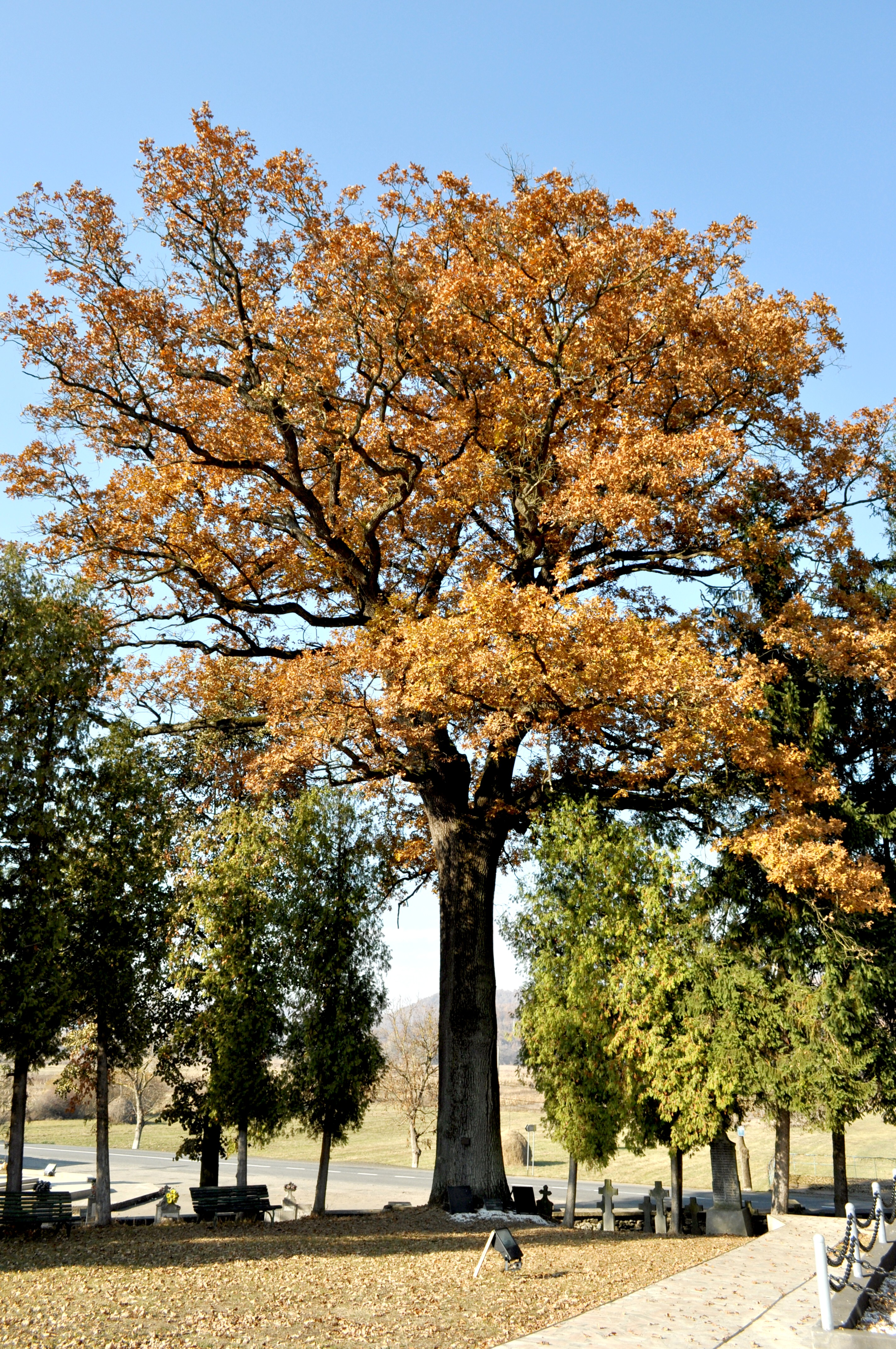
Gorunul lui Avram Iancu
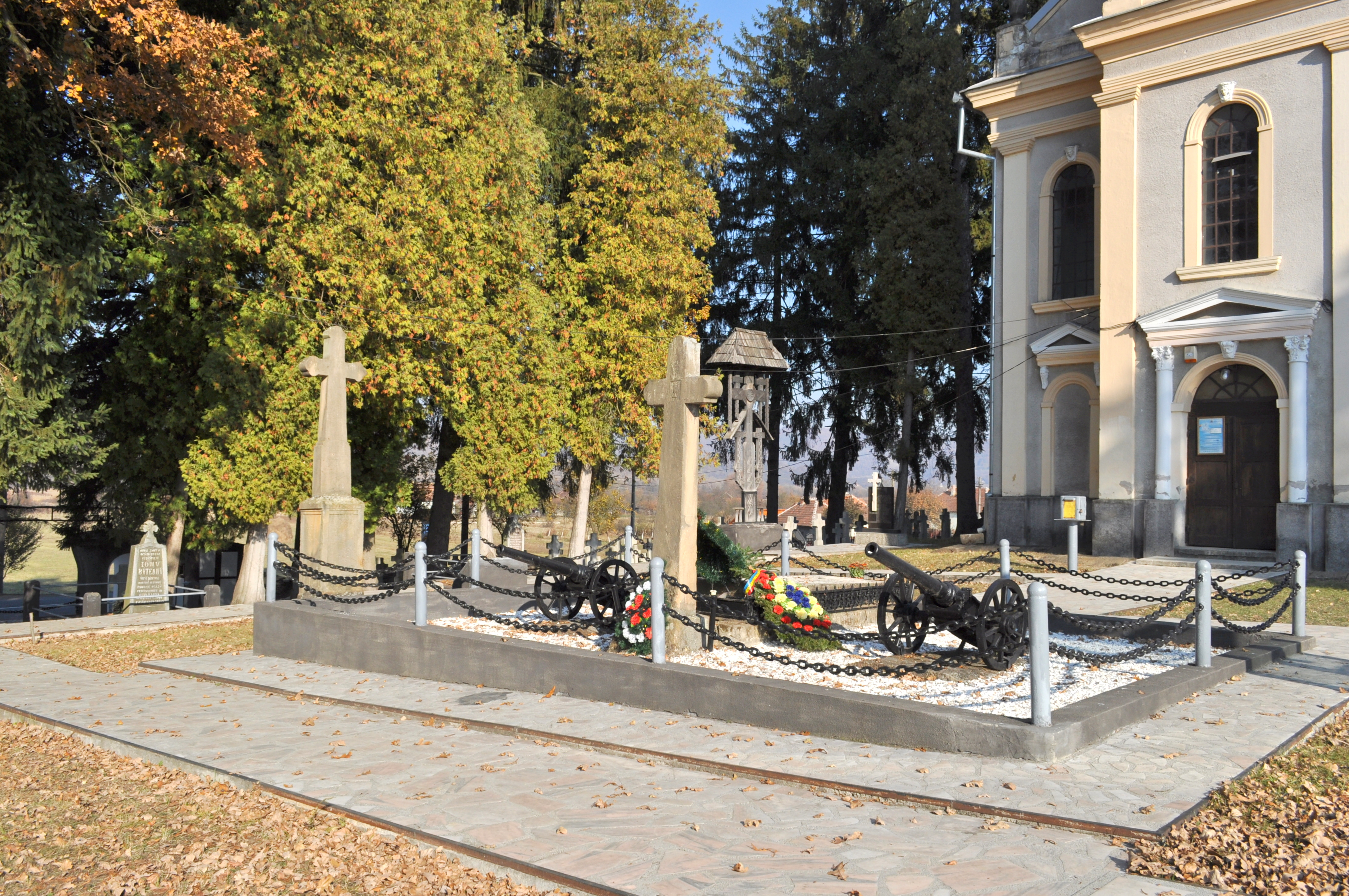
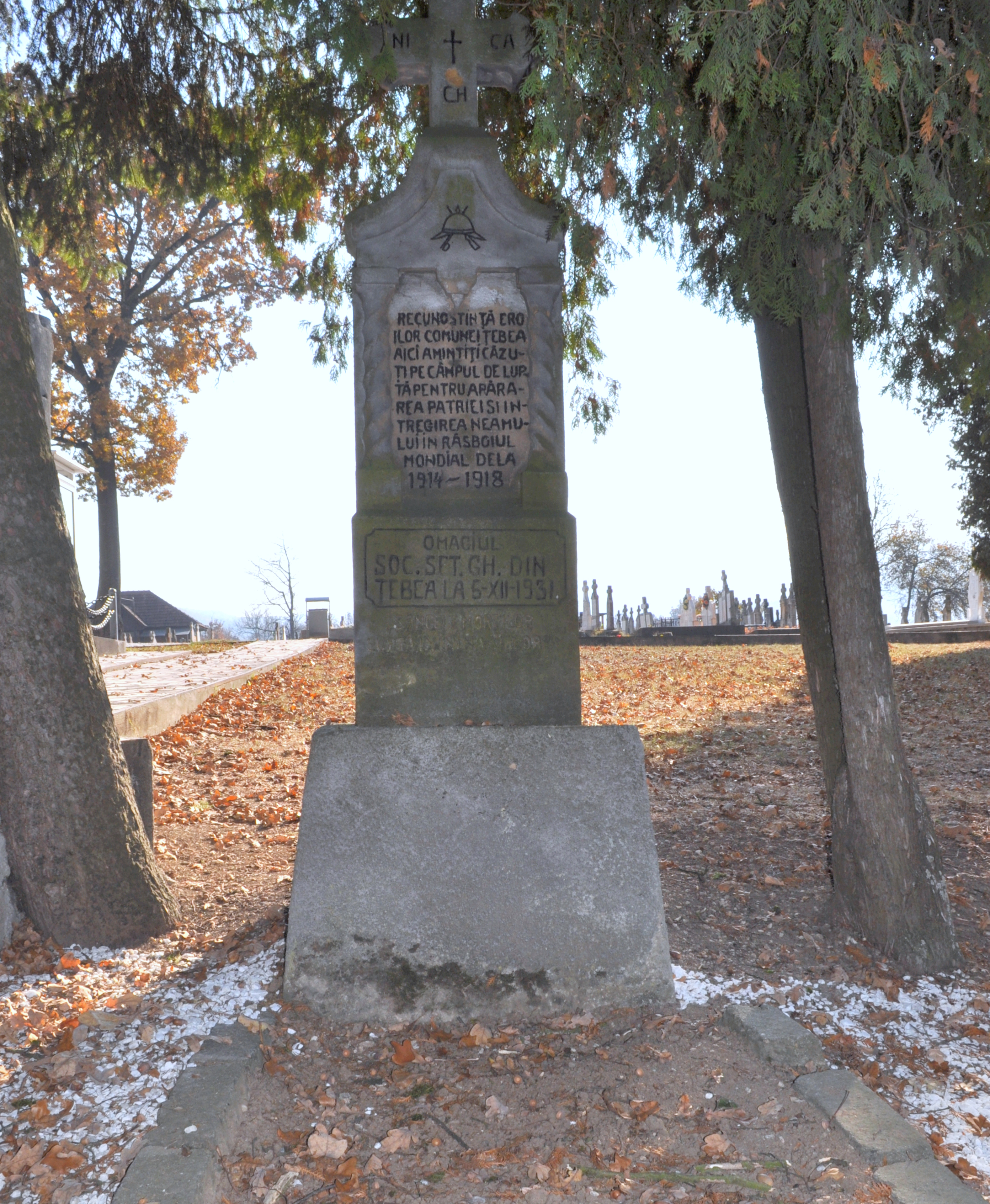
Monumentul Eroilor din Primul război mondial
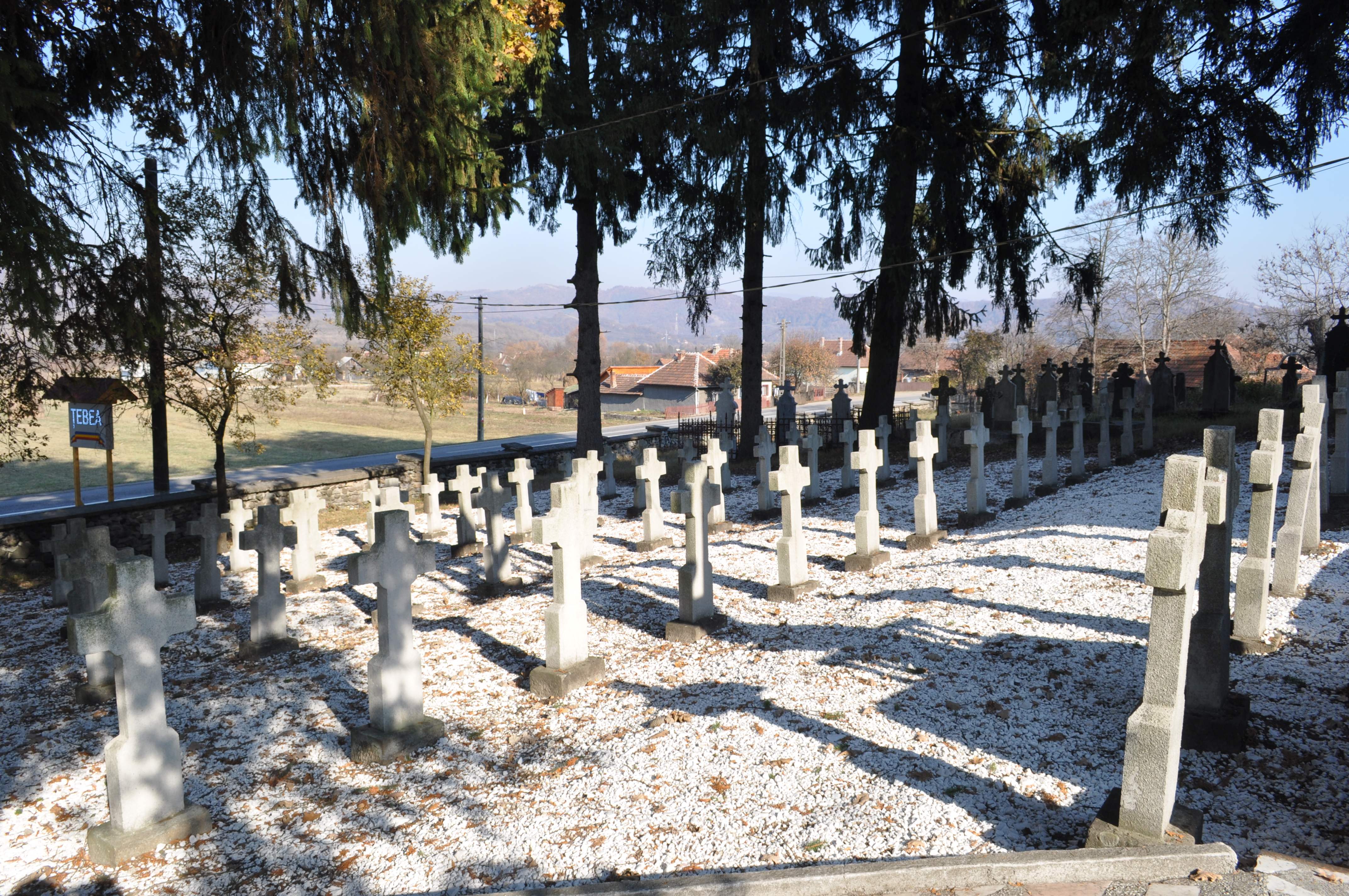
Cimitirul eroilor
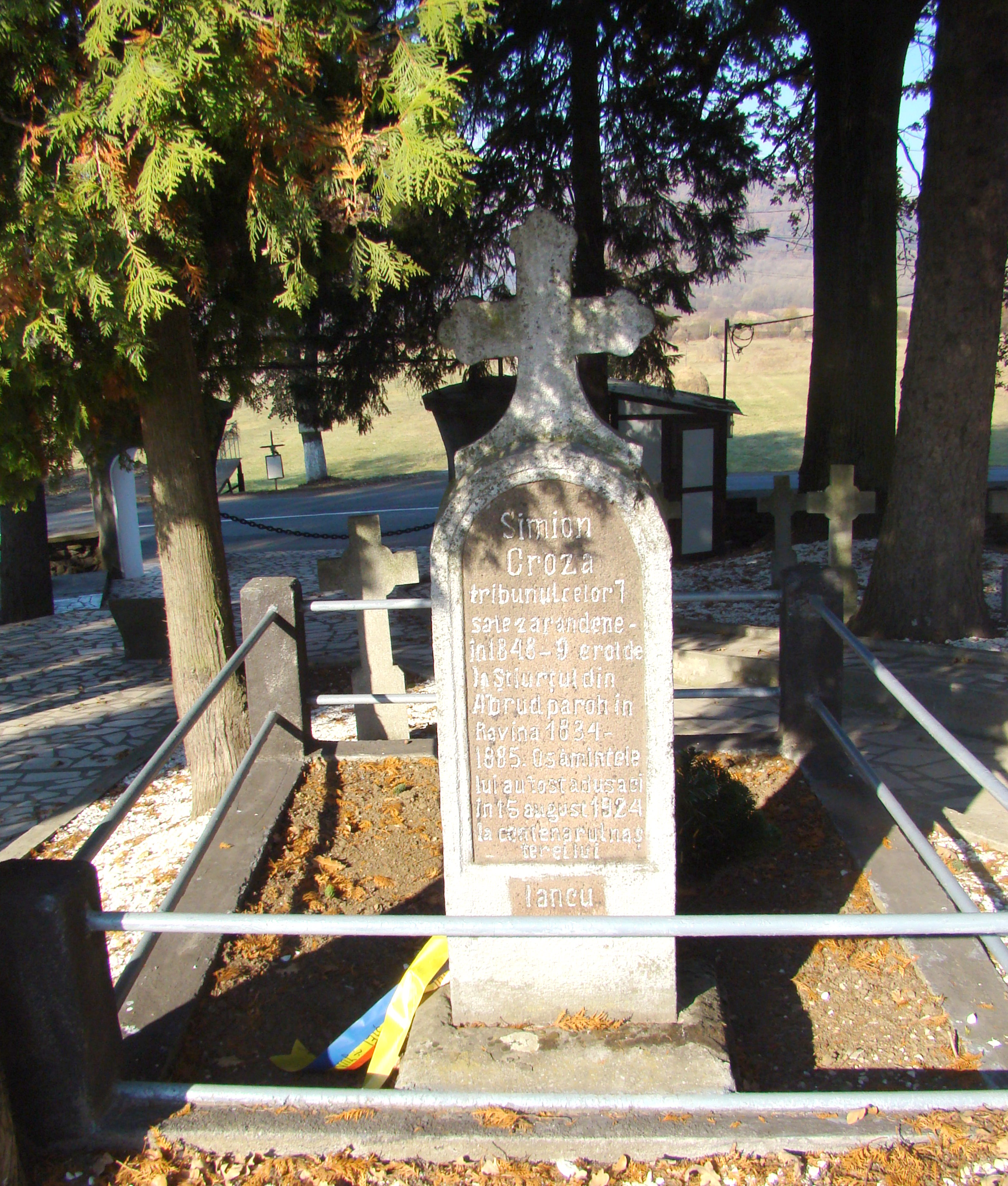
Mormântul lui Simion Groza, tribunul celor șapte sate zărăndene
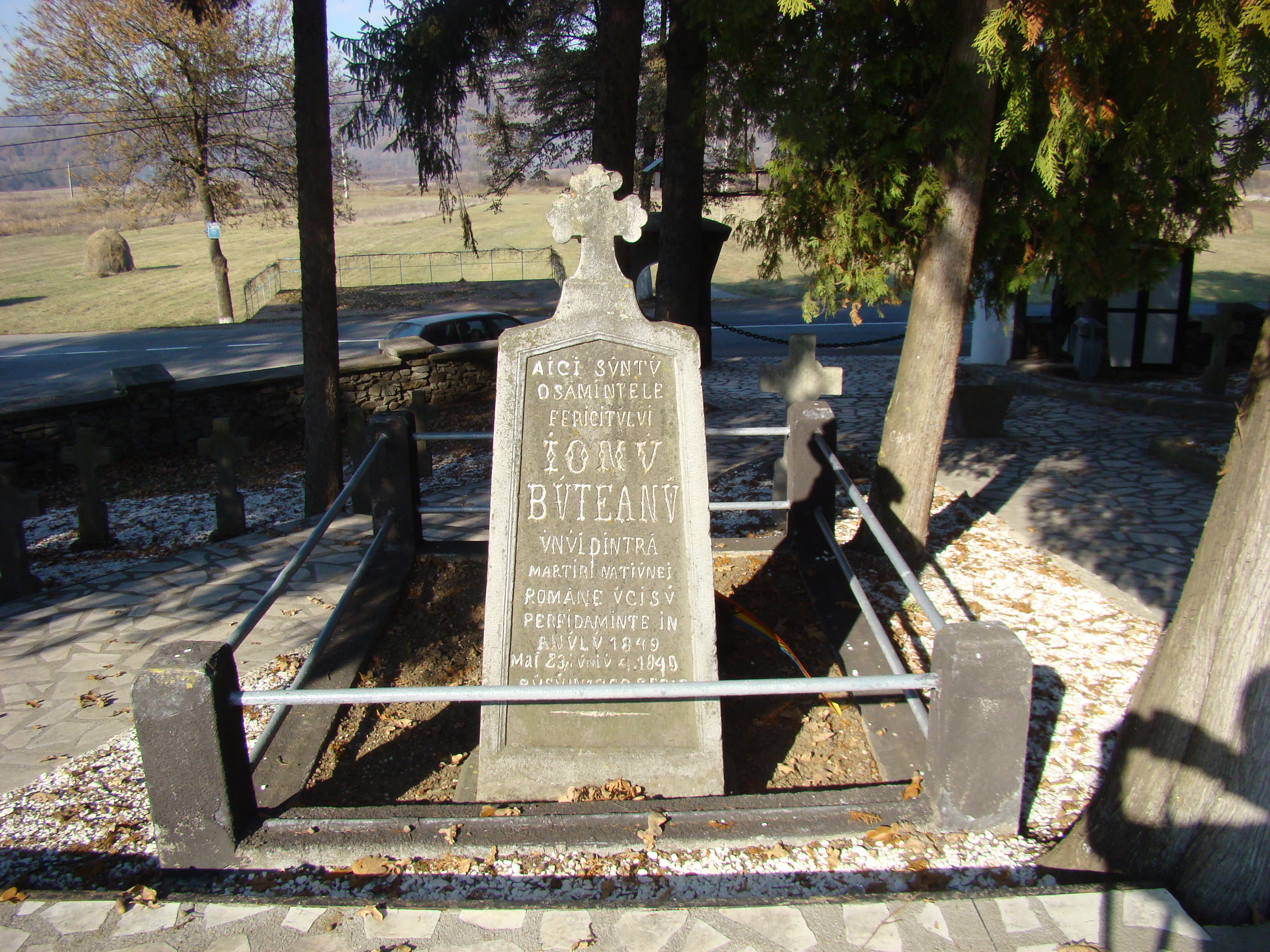
Mormântul lui Ion Buteanu, prefect al Zarandului în perioada 1848-1849
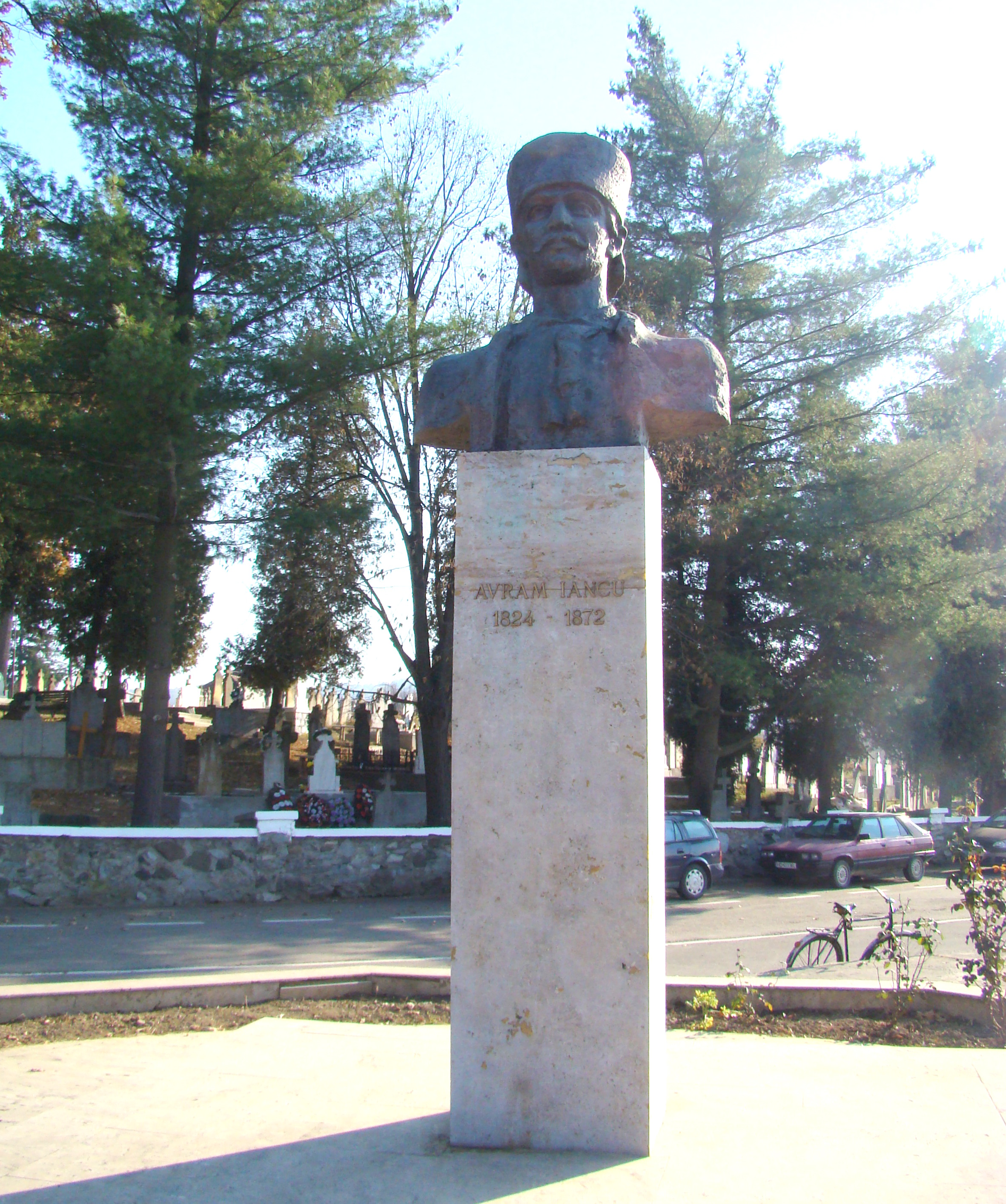
Bustul lui Avram Iancu
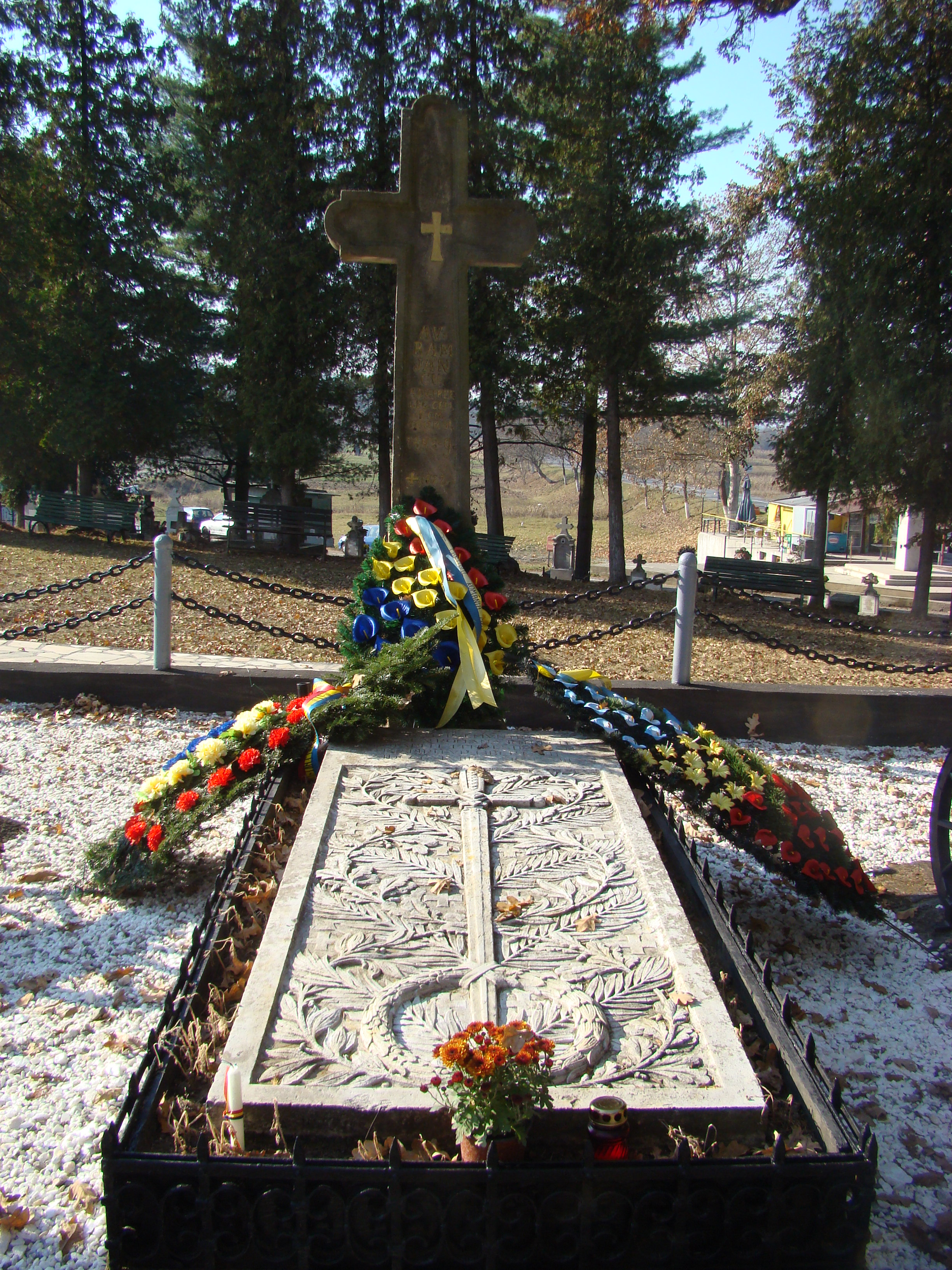
Mormântul lui Avram Iancu
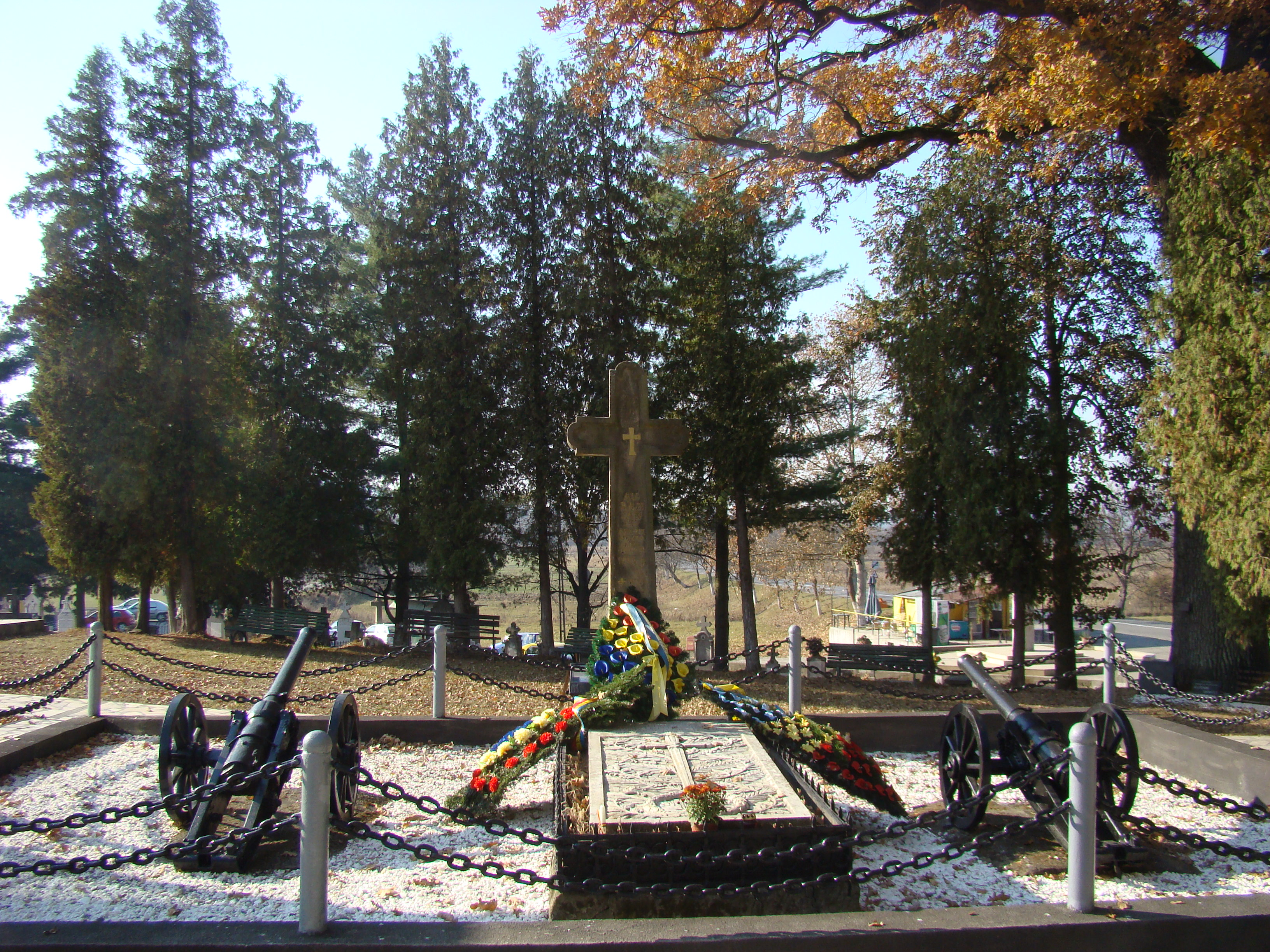
Mormântul lui Avram Iancu